# Пожарище (Молодечненський район)
Пожарище (біл. вёска Пажарышча) — село в складі Молодечненського району Мінської області, Білорусь. Село підпорядковане Городоцькій сільській раді, розташоване в західній частині області.

## Iсторія
У 1921–1945 роках село знаходилось у Польщі, у Вільнюській воєводствi, Вілейського повіту, c 1927 Молодечненського повіту гміні Гарадок.

## Населення
- 1866 рік - 76 люди, 11 будинки[1]
- 1921 рік - 169 люди, 30 будинки[2].
- 1931 рік - 218 люди, 36 будинки[3].